# Nina Møller Kristensen
Nina Møller Kristensen (født 29. april 1946 på Frederiksberg - død 17. oktober 2021 i København) var en dansk keramiker med unik form- og farvesans, et selvstændigt teknisk format samt forkærlighed for dansk rødler og for udviklingen af blyfrie glasurer. Gennem 31 år havde hun værksted og bolig på Østerbro i København.

## Baggrund og uddannelse
Født på Frederiksberg. Uddannet på Kunsthåndværkerskolen i København 1965-1969, på Kunstakademiets afdeling for Mur og Rum 1969-1972, samt Kunstakademiets Kunstpædagogiske Skole, kaldet Bertrams Skole 1972-1974. Sidstnævnte, opkaldt efter rektor Helge Bertram, inspirerede Nina Møller Kristensen til at undgå giftige kemikalier og arbejdet med flouridglasurer, samt det lavbrændte keramik, det røde lertøj, der blev hendes kendemærke.
Fra 1974 arbejdede hun som selvstændig keramiker, først i Indre By i Studiestræde, derpå fra 1982 i Blågårdsgade frem til opførelsen af eget værksted på Østerbro i 1990.

## Værk
Nina Møller Kristensen udførte unika stykker i keramik og brugsting i mindre serier. Hun skabte mønstre og fliser til vægbeklædninger og gulvbelægninger i delikate farvesammensætninger.
Hun arbejdede i dansk rødler, og dekorerede med begitninger, glaserede og uglaserede felter, med indfarvede glasurer, og brændte det forholdsvis lavt ved 1055 grader i iltende brænding.
- Signaturen NMK efterfulgt af årstal er let genkendelig. Nogle arbejder har også en månedsangivelse.
Hendes tilgang var innovativ og forskningspræget, således førte hun omhyggeligt værkstedsdagbog med notater, skemaer og skitser, og forudbestemte sine farvevalg gennem et særligt nummersystem. Gennem dagbøgernes akkurate beskrivelser kan vi følge kunstnerens udvikling af vekslende serier og udtryk der rækker fra det organisk inspirerede med plantedele, blækspruttearme og træstubstrukturer til lodrette linjer, reliefvirkninger, og et stramt geometrisk, krystallinsk udtryk.
Kunsthistoriker Nina Hobolth går i bogen om Nina Møller Kristensen de forskellige serier og udviklingstrin igennem, og fremhæver, hvordan NMK fra 2015-2016 former værkserier af lodrette striber, opbygget af firkanter: små og store kvadrater løber i diagonaler over korpus, og glasuren pålægges i stærke kontraster. Det sker med inspiration fra modernismen og Piet Mondrians serie af Boogie-woogie kompositioner fra New York i 40’erne.
Piet Mondrians (1872-1944) kunstnerskab og udvikling fra naturalistisk til abstrakt maler kom til at influere keramikken, idet Nina Møller Kristensen selv udforskede balancen mellem naturalisme og abstraktion.
Natur og arkitektur havde grundlæggende indflydelse. Hun sugede til sig på familiens sommerhusophold i Rørvig, ved talrige museumsbesøg, på studierejser til Alhambra, Italien og Grønland, besøg i Firenzes renæssancekirker og norske stavkirker. Hun fornyede sit formsprog gennem fordybelsen i geometriske mønstre og modeller ved værkstedets arbejdsbord. Hendes ekstraordinært systematiske notemateriale rummer et betydeligt bidrag om kunsthåndværkets udvikling for eftertiden.

## Repræsenteret i offentlige samlinger
Designmuseum Danmark, tidligere Kunstindustrimuseet, har indkøbt værker af kunstneren.
CLAY – Keramikmuseum Danmark, Middelfart, har værker i samling og butik.

## Udstillinger
- 2023 - Keramikkens Sprog, Keramikkens Magi - samlingsudstilling, CLAY Keramikmuseum Danmark
- 2022 - Banja Rathnov/Clausens Kunsthandel, Studiestræde, København K
- 2021 - Galleri 3G, Nykøbing Sj.
- 2021 - Ærø Kunsthal, Ærø
- 2019 - 2023 Argentum Galleri, Birkedommervej, København NV
- 2019 - Artlight Galleri med Thim Rode, København V
- 2018 - 2019 Kunsthåndværkermarkedet Frue Plads
- 2017 - 2020 Kunst2100, Docken, Østerbro
- 2011 - Gjort - Folkekunst, Lille Strandstræde 15, København K
- 2006 - Ting i ler, Gjort - Folkekunst, Lille Strandstræde 15, København K
- 2006 - Særudstilling, museumsbutikken, Kunsten Museum of Modern Art Aalborg
- 2003 - Danske Ambassade, Stockholm 2003
- 2002 - Lertøj – form, farve, mønster, Gentofte Hovedbibliotek
- 1999 - Brugsting i lertøj, Galleri Nørby, København
- 1997 - Dansk Keramik 1850-1997, Sophienholm, Kgs. Lyngby
- 1996 - Bygningskeramik – formgivning og udsmykning i tegl, DAC Gl Dok
- 1994 - Den Danske Keramiktriennale, Kunstmuseet Trapholt, Kolding
- 1988 - Kunsthåndværk og Arkitektur, Nikolaj, København 1988

## Legater
- 1993 – 1996 Danmarks Nationalbanks Jubilæumsfond
- 1992 – Johannes Krøiers Fond

## Publikationer
Kataloger til udstillinger.

## Biografi
Nina Møller Kristensen blev født på Frederiksberg. Familien boede forskellige steder i København og børnene gik i en Lilleskolen på Gammelmosevej i Gladsaxe Kommune. I 1955 flyttede de til Århus, hvor faderen blev professor i litteratur. Der gik de i Århus Friskole. I 1965 flyttede de tilbage til København, hvor faderen fik et nyt professorat, og moderen arbejdede som børnehavelærerinde.
Det blev ret tidligt klart for forældrene, at Nina havde kunstneriske talenter; hun var meget dygtig til at tegne og modellere. Så hun blev ret tidligt betragtet som det kunstneriske barn, hvilket også var tilfældet i de to skoler. Der var en stor interesse for litteratur, musik, teater, maleri i familien - Nina Møller Kristensens far, Sven Møller Kristensen skrev digte og sange til teateret.
Efter studentereksamen forfulgte Nina Møller Kristensen sin kunstneriske bane ved at gå på Kunsthåndværkerskolen og senere på Akademiet.
Gift med sociolog, lektor Jens Guldager, Østerbro. De fik to børn.
Efter kunstnerens død er enkelte værker tilgået CLAY Keramikmuseum Danmark, ligesom ægtefællen og de to voksne børn har forvaltet den keramiske arv fra værkstedet via museumsbutikker og gallerier, samt på facebook og instagram.